# Ohat
Ohat Egyek külterületi településrésze 12 kilométerre a községtől, az Ohati-halastavak közelében, a 3322-es út mellett. A faluban csak pár lélek lakik, pedig hajdan virágzó állami gazdaság működött itt. Az 1950-es években a hortobágyi munkatábor egyikét is itt hozták létre.
1919-ben itt született Gencsy Sári operaénekesnő.

## Ohat-Pusztakócs vasútállomás
A 108-as Debrecen–Füzesabony-vasútvonal közép- és a 117-es Ohat-Pusztakócs–Nyíregyháza-vasútvonal volt végállomása. A 2009/2010-es menetrendváltáskor az Ohat-Pusztakócs-Tiszalök vonalon a forgalmat megszüntették. 
A vasútállomás 6 vágányos (5 vágány + csonkavágány). Megvannak az egykori vízcsapok.
A 108-as vonal átmenő vágánya a 2. vágány, a 117-esé a 3. vágány, az 1. rakodóvágány, amihez raktárépület is tartozik. Kézi állítású váltók vannak szolgálatban, az állomás mindkettő végén őrházzal. A füzesabonyi végen útkereszteződés, kézi használatú („tekerős”) sorompóval. Az 1. és 2. vágány betonaljas, a többi vegyesen beton- és faaljas.
Biztosítóberendezés: a vonalra jellemző mellékvonali, kétfogalmú, nem biztosított alakjelző minden oldalról.
Az állomásépület hátuljában van a váróterem és a jegypénztár, de a jegykiadás 2011-ben megszűnt. Külön váróterem volt fenntartva gyermekes anyák részére, továbbá utasellátó, bisztró működött itt. Ez árulkodik a régebbi, nagy forgalomról, ami mára sajnos eltűnt.